# Coelocorynus muhi
Coelocorynus muhi är en skalbaggsart som beskrevs av Jan Krikken 2003. Coelocorynus muhi ingår i släktet Coelocorynus och familjen Cetoniidae. Inga underarter finns listade i Catalogue of Life.